# Obsidian (oprogramowanie)
Obsidian – aplikacja do robienia notatek i tworzenia osobistej bazy wiedzy, która operuje na plikach Markdown. Umożliwia użytkownikom tworzenie wewnętrznych linków innych do notatek, a następnie wizualizację połączeń w postaci wykresu. Został stworzony, aby pomóc użytkownikom w elastycznym, nieliniowym porządkowaniu i strukturyzacji myśli i wiedzy. Oprogramowanie jest bezpłatne do użytku osobistego oraz komercyjnego. Zainteresowane organizacje mogą uiszczać opłaty za wykorzystanie narzędzia. 

## Historia
Obsidian został stworzony przez Shidę Li i Ericę Xu podczas kwarantanny pandemii Covid-19, którzy poznali się podczas studiów na Uniwersytecie w Waterloo, a współpracowali już przy kilku projektach rozwojowych. Obsidian został pierwotnie wydany 30 marca 2020 r. Wersja 1.0.0 została wydana w październiku 2022 r. W lutym 2023 roku Steph Ango dołączył do Obsidian na stanowisko dyrektora generalnego.

## Cechy i funkcje
Obsidian jest zbudowany na platformie Electron. Jest to aplikacja wieloplatformowa działająca w systemach Windows, Linux i macOS, a także na mobilnych systemach operacyjnych, takich jak Android i iOS. Nie ma wersji oprogramowania dla przeglądarek. Obsidian można dostosować na wszystkich platformach, dodając wtyczki i motywy, które umożliwiają użytkownikom rozszerzenie funkcjonalności oprogramowania o dodatkowe funkcje lub integrację z innymi narzędziami. W Obsidianie wyróżniamy wtyczki podstawowe, które są wydawane i utrzymywane przez zespół Obsidian, oraz wtyczki tworzone przez społeczność, które są udostępniane jako oprogramowanie typu open source za pośrednictwem serwisu GitHub. W aplikacji dostępnych jest ponad 200 motywów stworzonych przez społeczność.
Obsidian działa na folderze dokumentów tekstowych, a każda nowa notatka tworzy nowy plik tekstowy, a wszystkie dokumenty można przeszukiwać z poziomu aplikacji. Obsidian umożliwia łączenie notatek i tworzenie interaktywnego wykresu, który wizualizuje relacje między notatkami. Formatowanie tekstu w Obsidianie odbywa się za pomocą języka Markdown, a Obsidian zapewnia podgląd sformatowanego tekstu w czasie rzeczywistym